# Хазал Филиз Кучукосе
Хазал Филиз Кучукосе (тур. Hazal Filiz Küçükköse; Мерсин, 9. фебруар 1988) је турска глумица. Њене најпознатије улоге су: Лејла у серији Опрости ми (тур. Beni Affet) и Зејнеп у серији Бескрајна љубав (тур. Kara Sevda).

## Биографија
Хазал Филиз је рођена 9. фебруара 1988. године у Мерсину, Турска. Има два брата и две сестре, а њен отац је државни службеник.
Студирала је биологију (трећи степен) на универзитету ,,Кирикале" (тур. Kırıkkale). Међутим, напустила је биологију и уписала је хемију на универзитету у Анкари. 
Она признаје да је, у ствари, њена највећа страст мода и глума. 
Године 2009. почиње да узима часове глуме и након тога почиње да глуми у позоришту на универзитету у Анкари.

## Каријера
Уз помоћ пријатеља, 2009. године, глуми у познатој турској, тин (енгл. teen) драми Морска звезда (тур. Deniz Yıldızı), у улози Гозде.
Године 2011. глуми у трећој сезони серије Опрости ми (тур. Beni Affet), у улози Лејле, што је баца на врх. 2011–12. године, глуми у серији Срце ми изабра тебе (тур. Kalbim Seni Seçti), у улози Аде.
2015. године, преселила се у Истанбул, због серије Бескрајна љубав (тур. Kara Sevda), где игра споредну улогу девојке Зејнеп Сојдере Сезин (тур. Zeynep Soydere Sezin) - сестра главне улоге Кемала (тур. Kemal Soydere).

## Филмографија
| Улоге Хазал Филиз Кучукосе |                     |               |                              |           |
| Година                     | Српски назив        | Изворни назив | Улога                        | Напомена  |
| 2009–2010.                 | Морска звезда       |               | Гозде (тур. )                | ТВ серија |
| 2011–2012.                 | Срце ми изабра тебе |               | Ада (тур. )                  | ТВ серија |
| 2012.                      | Брица Кемал         |               | Калисто (тур. )              | ТВ филм   |
| 2012.                      | Литица              |               | Конук Ојунџу (тур. )         | ТВ серија |
| 2014.                      | Опрости ми          |               | Лејла (тур. )                | ТВ серија |
| 2014.                      | Грешан              |               | Аслхан Карасу (тур. )        | ТВ филм   |
| 2015–                      | Бескрајна љубав     |               | Зејнеп Сојдере Сезин (тур. ) | ТВ серија |